# Lana Mariana
De Lana Mariana, oorspronkelijk Lane Marianne genoemd, staat aan de Molenweg in Harskamp en staat sinds 1739 op de huidige plek. Daarvoor stond de molen midden in het dorp, op de plek waar nu de kerk van Harskamp staat. Vanouds behoorde de molen tot het adellijke huis Harscamp en was het, net als dat huis, een leengoed van Huis Keppel. De eerste vermelding van een molen in Harskamp gaat terug tot voor het jaar 1500. Deze vroegere molen was een houten standaardmolen. De huidige molen is van oorsprong een beltmolen met een ronde stenen romp. Van de belt is echter niets meer te zien. De molen is een bovenkruier met een vlucht van 21,60 m. De molen werd gebruikt voor het malen van graan. In de Tweede Wereldoorlog werd de kap met de wieken er afgeschoten en bleef tot 1984 een ruïne.
Het binnenwerk van de molen en de inrichting is niet meer aanwezig. Rond 1930 was de molen in eigendom van de gebroeders Gijsbert en Meeuwis Bouw. In 1984 liet de toenmalige eigenaar G. de Geit de molen "restaureren". De bovenkant werd toen bedekt met nepriet. Sinds 1998 is de familie Verweij de eigenaar van de molen en in 2002 werd de kap weer met echt riet bedekt.

## Naamgeving
De naam Lana Mariana is in geen enkele historische bron terug te vinden. Wel de naam Lane Marianne. Deze staat vermeld op een militair-topografische kaart uit het jaar 1872. De herkomst van deze naam is tot op heden onbekend.
De kleinzoon van de laatste molenaar, Paul Bouw, werkt aan een uitgebreide historische publicatie over de molen en Harskamp.